# West Brow
 (avril 2025).
West Brow est une census-designated place située dans le comté de Dade, dans l’État de Géorgie, aux États-Unis. Lors du recensement de 2020, elle comptait 887 habitants.